# ファルカタ 〜アストラン・パードマの紋章〜
『ファルカタ ～アストラン・パードマの紋章～』は、ガストによって発売されたプレイステーション用シミュレーションゲーム。発売日は1995年6月23日。ガストのプレイステーション参入初作品である。

## ストーリー
紀元前16世紀以前に実在したとされる都市「アストラン」に、敵対種族「ミクトラン」が攻め込んできた。その結果土地を追われたアストランの民を率いて他の土地を旅する。

## システム
プレイヤーは最大5人パーティのリーダーとなり、マップ上の線でつながれた丸をパーティ単位で移動して進行して行く。探索してアイテムを見つけたり、遭遇した盗賊と戦ってキャラを育てたり、時には他のパーティへの妨害工作をして進めていく事になる。